# Эмос, Дэвид
Дэвид Эмос (англ. David Amos) — американский предприниматель и актёр британского происхождения. В середине 1990-х Дэвид Эмос снялся в главной роли в ряде низкобюджетных независимых кинолент. Но наибольшую известность Эмосу принесли проблемы с законом, когда вскрылись обстоятельства того факта, что сюжеты двух его фильмов, в которых он исполнил главную роль - основаны на истории убийства 1989 года, в котором Дэвид Эмос принимал непосредственное участие.

## Ранние годы
О ранней жизни Дэвида Пола Эмоса известно очень мало. Известно что Дэвид Эмос родился 15 декабря 1958 года на территории Великобритании. В юношеские годы увлекался культуризмом. В 1980-м году Эмос эмигрировал в США, где остановился в штате Калифорния. В начале 1981 года Дэвид Эмос познакомился с бизнесменом Майклом Вудсом, который был владельцем двух стриптиз-клубов в Лос-Анджелесе: The Bare Elegance и The New Jet Strip. Знакомство с Майклом Вудсом переросло в сотрудничество и в течение следующего ряда лет Эмос работал у  Вудса в качестве телохранителя. В 1989 году после гибели Хораса Маккены - известного в Лос-Анджелесе предпринимателя и совладельца стриптиз-клубов, Дэвид Эмос становится новым деловым партнёром Майкла Вудса и с его помощью начинает заниматься предпринимательской деятельностью.

## Карьера в Кино
В 1994 году Майкл Вудс выступил исполнительным продюсером низкобюджетного независимого кинофильма Захват, в котором главные роли исполнили Билли Драго, Ник Манкузо, Джон Сэвидж и Дэвид Эмос. После этого Дэвид Эмос исполнил главную роль в фильме «Роковой выбор». В 1997 году на экраны вышел низкобюджетный боевик «Flipping», в котором Эмос исполнил главную роль и выступил исполнительным продюсером фильма совместно с Майклом Вудсом. В 1997-1998 году Эмос снимался в сериале «Конан» с Ральфом Меллером в главной роли. Последним фильмом с участием Дэвида Эмоса стала картина Танцы в «Голубой игуане», в которой Эмос исполнил небольшую роль, после чего из-за проблем с законом был вынужден завершить кинокарьеру.

## Арест и осуждение
В октябре 2000 года Дэвид Эмос и Майкл Вудс были арестованы по обвинению в убийстве Хораса Маккены, бывшего совладельца и делового партнёра Майкла Вудса, который был убит в Лос-Анджелесе 9 марта 1989 года неизвестными. На суде Дэвид Эмос пошёл на сделку с правосудием в обмен на смягчение приговора и дал признательные показания против Майкла Вудса. В ходе судебного процесса было выявлено, что большая часть сюжета фильмов Захват и «Flipping» была основана на убийстве  Хораса Маккены, которое было организовано Вудсом, Эмосом и рабочим стриптиз-клуба The New Jet Strip Джоном Шериданом, который оказался непосредственным исполнителем убийства. Во время судебного процесса вина обоих преступников была полностью доказана, на основании чего 18 ноября 2001 года Дэвид Эмос был приговорен к 20 годам лишения свободы, а Майкл Вудс 20 февраля 2002 года получил в качестве наказания пожизненное лишение свободы. В 2010 году, Дэвид Эмос вышел на свободу, получив условно-досрочное освобождение.